# Verwaltungsgemeinschaft Crimmitschau-Dennheritz
Die Verwaltungsgemeinschaft Crimmitschau-Dennheritz ist eine Verwaltungsgemeinschaft im Landkreis Zwickau im Freistaat Sachsen. Sie besteht aus den Gemeinden
- Stadt Crimmitschau
- Dennheritz.

Die Stadt Crimmitschau ist die erfüllende Gemeinde und Sitz der Verwaltungsgemeinschaft, die seit dem 21. Mai 1999 besteht. Sie entstand durch die am 25. März 1999 getroffene Verwaltungsvereinbarung beider Orte.